# École Guiyang

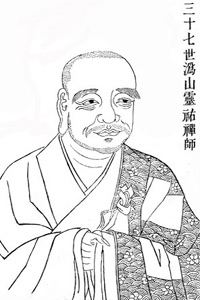
Guishan Lingyou, un des fondateurs de l'école Guiyang.

L'École Guiyang est une branche du bouddhisme zen chinois, et fait partie des Cinq Maisons du Chán. Elle est une branche ancienne, née au IXe siècle en Chine. Elle a été fondée par le maître Guishan Lingyou et son disciple Yangshan Huiji. Le nom de l'école vient de deux syllabes du nom de ses créateurs. Elle avait basé son enseignement sur les koans, les phrases à méditer, koans qui utilisaient des symboles et des métaphores. Ils constituaient une bonne partie de l'enseignement de cette branche. De nombreux koans de cette école ont été utilisés à travers les siècles.[réf. nécessaire]